# Isokolon
Isokolon är en stilfigur där en mening är uppbyggd av två eller flera delar som är uppbyggda av samma struktur, längd och rytm. 
Ofta är det en repetition av samma grammatiska former men som består av olika ord. Exempel: ”I fred begraver söner sina fäder, i krig begraver fäder sina söner.” Meningarna är ofta parallella i såväl längd som struktur och de innehar oftast lika många stavelser.
En isokolon kan förekomma i olika former, beroende på hur många delar meningen består av. Beroende på om meningen består av två, tre eller fyra delar kallas den för bikolon, trikolon eller tetrakolon.

## Bikolon
En bikolon används ofta kort och koncist men innehåller ett större budskap än vad som egentligen skrivs ut i texten. Ett exempel på detta är ”Köp en, få en”. Denna korta mening innebär att om du köper en vara så får du en annan vara ytterligare, på köpet. Ofta tas det för givet att det är den billigare varan som man får utan kostnad, trots att detta inte nämns i själva bikolonen. 
Exempel på bikolon: Jag är din, du är min. “American by Birth. Rebel by Choice.” Detta är Harley Davidsons slogan.

## Trikolon
Trikolon är en mening som är uppbyggd av tre satser som påminner om varandra i rytm, längd och struktur. Vissa gånger kan den förekomma i form av tre längre meningar, andra gånger kan den endast bestå av tre korta ord.
Exempel på trikolon: Han kom, han såg, han segrade. ”Veni, vidi, vici.” Citat av Julius Caesar  

## Tetrakolon
En tetrakolon är den mest ovanliga varianten av isokolon. Längden på meningen blir ofta betydligt längre än en bikolon eller en trikolon i och med att det här krävs hela fyra meningar eller delar av en mening som hänger samman i exempelvis rytm och struktur.
Exempel på tetrakolon: ”I’ll give my jewels for a set of beads, /My gorgeous palace for a hermitage, /My gay apparel for an almsman’s gown, /My figured goblets for a dish of wood.” Ett citat av William Shakespeare.

## Specialfall
En bikolon eller en trikolon som används så pass flitigt att det blir en vardagsfras bildar en samlokalisering som kallas för siamesisk tvilling. Alla språkliga siamesiska tvillingar är dock inte bikoloner eller trikoloner.
Exempel på siamesiska tvillingar som är bikoloner eller trikoloner:
Pigg och glad. Tik-tak-tok.